# Thrall
Un thrall (nòrdic antic: þræll, noruec: trell, danès: træl) era un esclau o serf a les terres escandinaves durant l'Era vikinga. Els thralls constituïen la classe més baixa de la societat estamental nòrdica. El terme corresponent en anglès antic era þēow. La condició de tharll contrastava amb la d'home lliure (Karl, ceorl) i la de noble (Jarl, eorl). Al Dret germànic escrit en llatí medieval, el terme era servus. El sistema social de servitud fou continuat al feudalisme medieval, tot i que legalment no es considerava esclavitud.

## Etimologia
Thrall prové del nòrdic antic þræll, referint-se a una persona en condició de servitud.

## Dret germànic
El thrall representava la més baixa de les tres classes socials dels pobles germànics: Thralls (serfs o esclaus), Karls (homes lliures) i Jarls (nobles), corresponent
en anglès antic a eorl, ceorl i þēow, en frisó antic etheling, friling, lēt, etc.
La divisió era molt important als codis legals germànics, els quals feien ordres especials pels esclaus: eren propietats, i podien ser comprats i venuts, però també gaudien de certa protecció legal.
Així com la mort d'un home lliure havia de ser compensada amb una compensació econòmica (weregild), normalment equivalent a 200 sous (xílings), la mort d'un esclau s'havia de compensar al seu propietari depenent del valor objectiu del treballador.

## A la societat nòrdica
Els thralls eren la classe més baixa de treballadors a la societat escandinava. Eren esclaus que s'hi havien convertit a causa de deutes, com a botins en batalles on havien resultat perdedors, o en ser fills de thralls. Els thralls nòrdics no drets i les seves condicions de vida depenien de la voluntat de l'amo. La captura i comerç de thralls era una peça clau de l'economia nòrdica. Tot i que hi ha algunes estimacions de fins a trenta esclaus per llar, la majoria de famílies només posseïen un o dos thralls.
El comerç d'esclaus va ser transformat la introducció del cristianisme. Així com l'esclavatge de pagans era permès per l'Església catòlica, l'esclavatge de cristians era considerat un pecat, de manera que amb la cristianització d'Escandinàvia, la demanda va canviar a thralls no cristians. A finals de l'Era vikinga (cap a l'any 1100) la població de thralls consistia en molt pocs cristians i majoritàriament pagans eslaus i escandinaus. Els escandinaus cristians tenien el monopoli de facto de l'esclavisme, perquè Escandinàvia seguis tenint una població pagana relativament gran.
El 1043, Hallvard Vebjørnsson, fill d'un noble del districte més gran de Lier, va morir intentant defensar una thrall d'uns homes que l'acusaven de robatori. L'Església va aprovar la seva acció, reconeixent-lo com a màrtir i canonitzant-lo com a Sant Hallvard, el patró d'Oslo.
Malgrat l'existència d'un sistema estamental, els thralls podien experimentar un  cert nivell de fluïdesa social. Els thralls podien ser alliberats pels seus mestres en qualsevol moment, ser alliberat en un testament, o fins i tot podien comprar la seva pròpia llibertat. Uncop un thrall es convertia en un home alliberat (una espècie de terme intermedi entre esclaus i homes lliures). Un antic esclau encara devia lleialtat al seu antic amo, i havia de votar d'acord amb aquest. Només fins a la segona generació (fills d'alliberats) s'aconseguia el grau d'home lliure. Si un alliberat no tenia descendència, el seu antic amo heretava les seves terres i propietats.